# Plana de Nullarbor

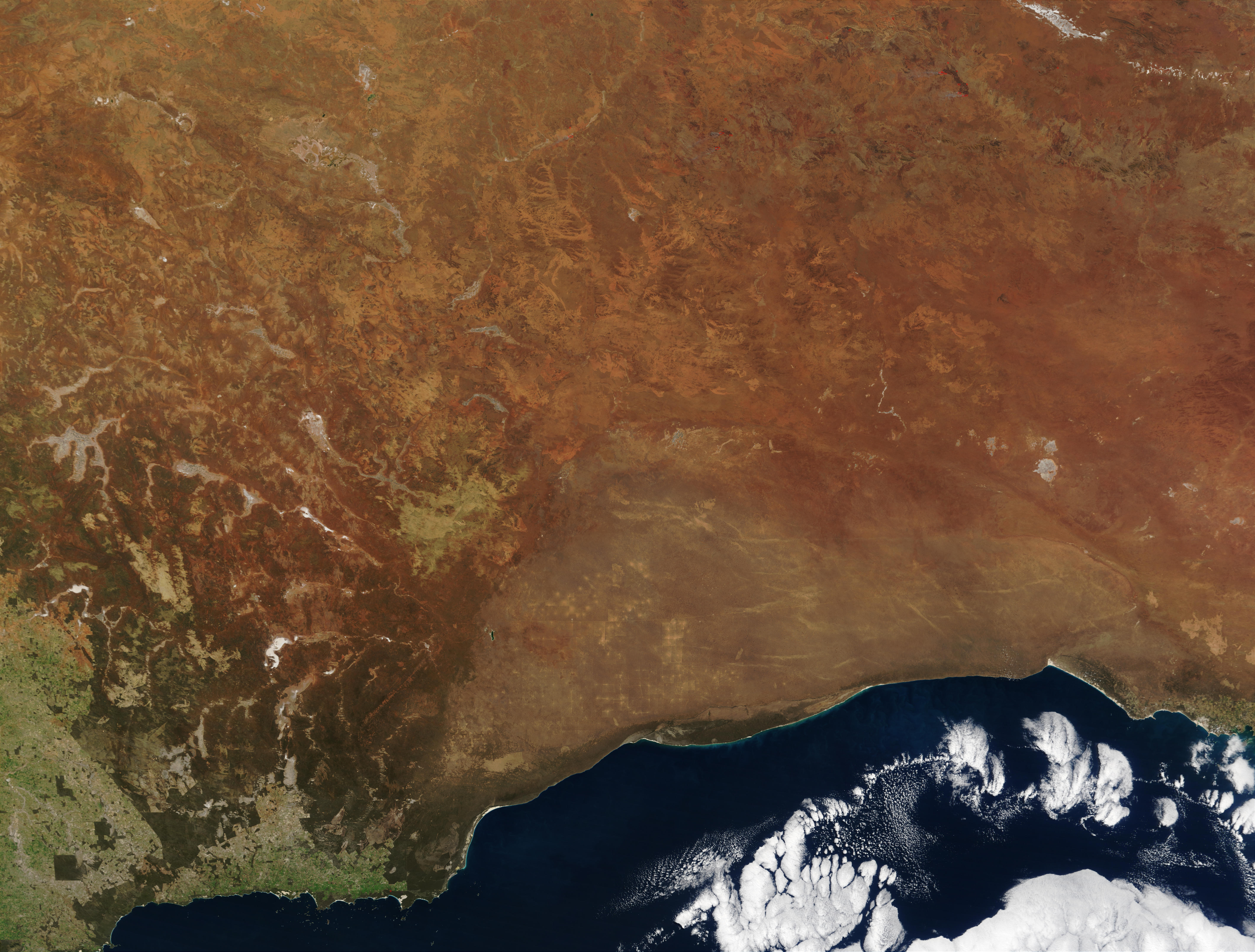
NASA - Visible Earth, Nullarbor. La plana de Nullarbor autèntica és l'àrea semicircular de color marró més clar adjacent a la costa. Crèdit Jacques Descloitres. Imatge presa pel satèl·lit Terra el 19 d'agost del 2002.

La plana de Nullarbor és una part de l'àrea plana, gairebé sense arbres, àrida o semiàrida just al nord de la Gran Badia Australiana. El nom Nullarbor ve dels mots llatins nullus (cap) i arbor (arbre), i es pronuncia [ˈnʌləbɔr]. El nom aborigen de la zona és Oondiri, que significa "mancat d'aigua". És la peça de pedra calcària més gran del món, i ocupa una zona d'uns 200.000 km². Al punt més ample, s'estén uns 1.200 km d'est a oest entre Austràlia Meridional i Austràlia Occidental.